# Сумеречное помрачение сознания
Сумеречное помрачение сознания (син. сумеречное расстройство сознания) — синдром помрачения сознания, возникающий внезапно и проявляющийся глубокой дезориентировкой в окружающем пространстве с сохранностью привычных автоматизированных действий.

## Описание
Возникает обычно внезапно, продолжается недолго и внезапно заканчивается, поэтому это расстройство называется транзиторным, скоропреходящим.
Сопровождается речедвигательным возбуждением или внешне упорядоченным поведением, аффектом страха, тоски, злобы, острым образным бредом и внезапным наплывом галлюцинаций. Галлюцинации обычно устрашающего содержания (преимущественно зрительные). Возникающие при этом бредовые идеи (чаще преследования, реже величия) определяют поведение больного. Весьма часты агрессивные разрушительные действия, направленные как на людей (в том числе близких родственников), так и на неодушевлённые предметы.
Длительность состояния помрачения сознания у эпилептиков довольно долгая — до нескольких суток.
Характерно полное забывание периода помрачённого сознания (тотальная амнезия). При данном расстройстве, в отличие от делирия и онейроида, отсутствуют даже воспоминания о субъективных переживаниях.

## Варианты сумеречного помрачения сознания
В клинике выделяются следующие варианты типов сумеречного помрачения сознания:
- Бредовой вариант. Внешне поведение больного упорядочено, тем не менее характерна молчаливость, отсутствующий взгляд и особая сосредоточенность[1][2]. Агрессивные разрушительные действия, которые может произвести больной в этом состоянии, могут производить впечатление заранее обдуманных и спланированных действий[1]. После выхода из состояния помрачения сознания больной относится к совершённым поступкам как к чуждым его личности[1].
- Галлюцинаторный вариант. Характерно преобладание галлюцинаторных переживаний. Выраженное состояние возбуждения с агрессивными и разрушительными действиями[1]. На практике чаще всего встречается у больных эпилепсией[2]. Психоз обычно начинается с иллюзий, а затем появляются галлюцинации (зрительные, слуховые, общего чувства)[2]. Больные могут видеть кровь, красный цвет, искры, часто галлюцинации принимают устрашающий характер[2]. Больные испытывают ужас и наносят сокрушительные удары, как правило, их не могут удержать даже несколько здоровых и крепких людей[3][2].
- Ориентированное (дисфорическое) сумеречное помрачение сознания. Глубина помрачения сознания колеблется, часто сохраняется элементарная ориентировка в окружающем, больные могут узнавать знакомых людей[1]. Присутствуют фрагменты самосознания[1]. Галлюцинации и бред либо совсем отсутствуют, либо эпизодичны[1]. Типичен аффект страха и злобы[1].
- Амбулаторный автоматизм — сумеречное помрачение сознания без галлюцинаций, бреда и изменения эмоций[1]. Больные этим расстройством совершают автоматизированные действия и движения. Могут совершать бессознательные путешествия по улице, притом довольно продолжительные: известен случай путешествия больного из Мумбаи (Бомбея) в Калькутту в состоянии амбулаторного автоматизма[2].
- Просоночное состояние — нарушение сознания и восприятия, вызванное резким пробуждением из фазы медленного сна (как правило, в начале сна). Сопровождается повышенной агрессивностью, неспособностью адекватно воспринимать окружение. Возможен аффект. Состояние непродолжительное, почти всегда человек забывает события, которые произошли в этот момент. Изредка встречается даже у здоровых людей, если сон был очень крепкий, а раздражитель - сильный.

## Характерные патологии
Встречается при эпилепсии, органических заболеваниях головного мозга, реже при черепно-мозговых травмах. Также сумеречное состояние сознания может быть вызвано токсическими веществами, например антифризом (раствором этиленгликоля и других гликолей)